# Cap James-Ross

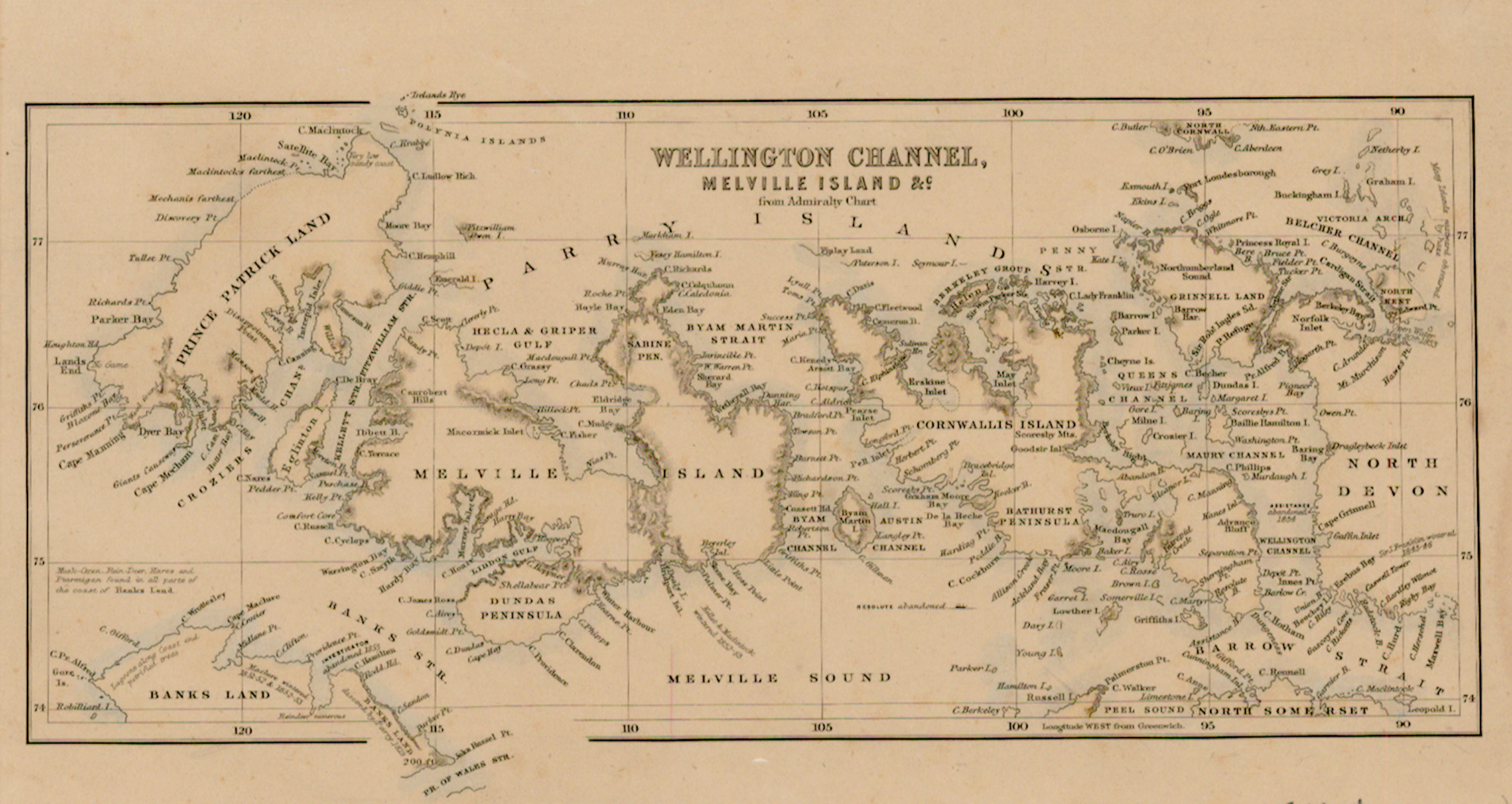
Île Melville, Canada

Le cap James-Ross est un cap de l'île Melville dans les Territoires du Nord-Ouest, au Canada.
Il fut nommé ainsi par William Edward Parry lors d'une de ses expéditions en l'honneur de James Clark Ross qui l'accompagna et participa activement aux recherches scientifiques.